# Philip Hubble
Pour les articles homonymes, voir Hubble.
Philip Hubble, né le 19 juillet 1960 à Beaconsfield (Buckinghamshire), est un nageur britannique, spécialiste des courses de papillon.

## Carrière
Philip Hubble est vice-champion olympique du 200 papillon aux Jeux olympiques de 1980 à Moscou.
Il est aussi vice-champion d'Europe de 200 mètres papillon en 1981.